# HD 101695
HD 101695，又名BD-19 3326，SAO 180117、HR 4506，是一颗恒星，视星等为6.22，位于銀經281.62，銀緯39.69，其B1900.0坐标为赤經11h 37m 0.6s，赤緯-19° 39.69′ 17″。